# Armando Queirós Manuel
Armando Queirós Manuel (Luanda, 10 novembre 1966) è un ex calciatore angolano naturalizzato macaense, di ruolo centrocampista.